# Teodor Rajewski (podpułkownik)
Teodor Rajewski, ros. Фёдор Иванович Раевский, Fiodor Iwanowicz Rajewskij (ur. 14 grudnia?/27 grudnia 1916 w guberni tulskiej, zm. 18 maja 1946 w Sanoku) – radziecki żołnierz, oficer Armii Czerwonej, podpułkownik Ludowego Wojska Polskiego.

## Życiorys

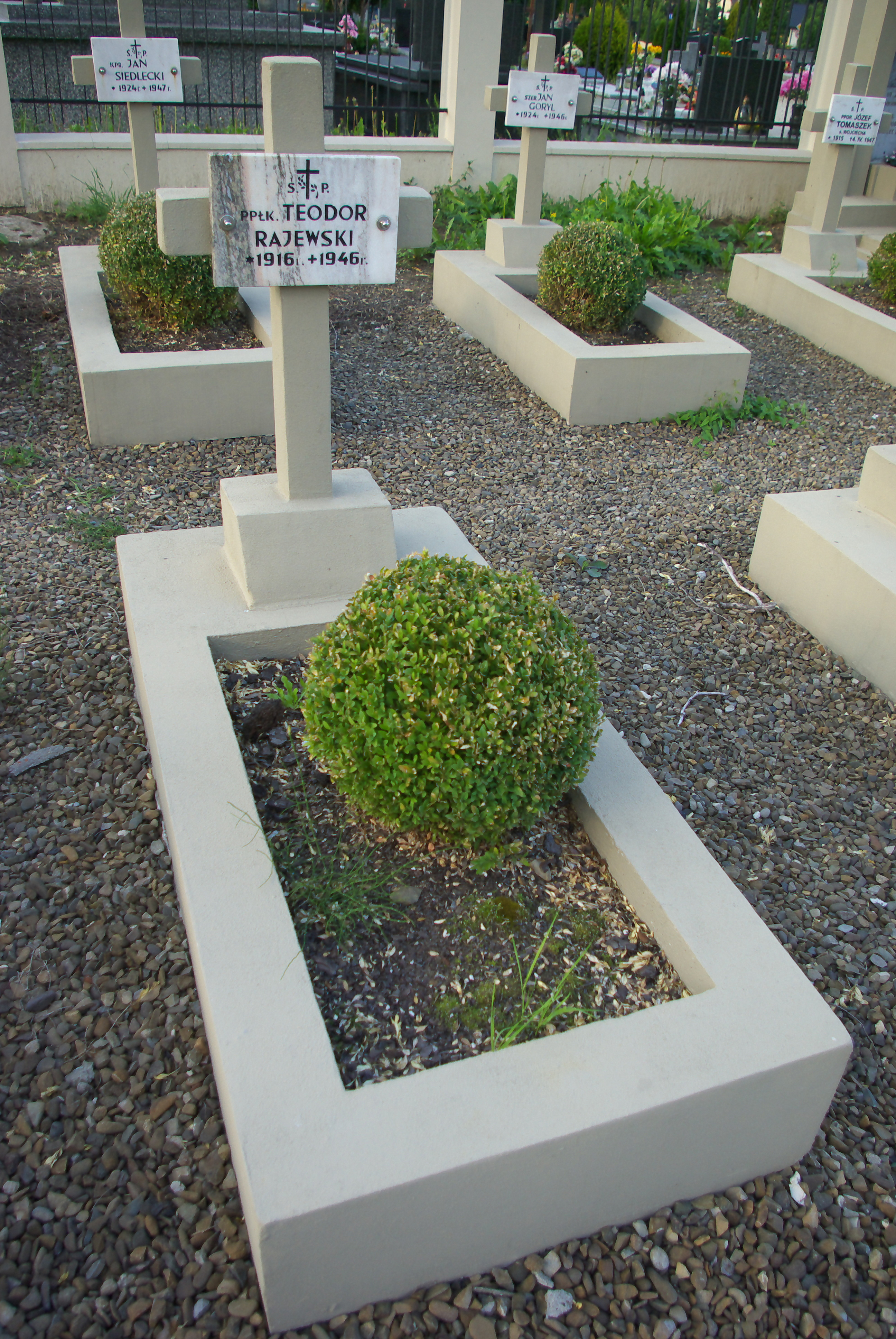
Nagrobek Teodora Rajewskiego w Sanoku

Syn Iwana. Urodził się na terenie ZSRR. Prawdopodobnie był pochodzenia polskiego. Od 1935 służył w Armii Czerwonej. Po ataku Niemiec na ZSRR od lipca 1941 brał udział w działaniach na froncie wschodnim II wojny światowej: do października 1942 na Froncie Kalinińskim, od października 1942 do lutego 1943 na Froncie Stalingradzkim, od lutego 1943 do lutego 1944 na 4 Froncie Ukraińskim. W 1944 został skierowany do Ludowego Wojska Polskiego i od 27/28 sierpnia był szefem sztabu w 8 Drezdeńskiej Dywizji Piechoty. Stanowisko pełnił także po zakończeniu wojny. Był jednym z organizatorów 8 DP.
18 maja 1946 zginął w wyniku ostrzału samochodu, którym podróżował od strony Zagórza do Sanoka. Zdarzenie miało miejsce na terenie sanockiej dzielnicy Posada, na ulicy Kazimierza Lipińskiego, nieopodal Fabryki Wagonów (według innej wersji nieopodal pod Zahutyniem), gdzie krótko wcześniej rozgorzała potyczka pomiędzy członkami Samodzielnego Batalionu Operacyjny NSZ „Zuch” kapitana Antoniego Żubryda, a funkcjonariuszami Powiatowego Urzędu Bezpieczeństwa Publicznego (PUBP) w Sanoku, którzy nadjechali ze swojej siedziby w centrum miasta. W ostrzale zginął także inny radziecki żołnierz, a dwóch zostało rannych, w tym sowiecki major Piwowarow. Według historyka Andrzeja Romaniaka najprawdopodobniej całe zdarzenie potyczki i ostrzału, a zatem również zabicie Rajewskiego, było dziełem przypadku i nie zostało zaplanowane (miało miejsce podczas tzw. rajdu żubrydowców; w tym czasie partyzanci przybywali do miasta podejmując nieudane próby wykopania z cmentarza zwłok zastrzelonego przez nich 30 kwietnia 1946 mjr. Abrahama Premingera). Śmiertelne strzały w stronę Rajewskiego miał oddać ppor. Kazimierz Lipski, który miał o tym mówić w swoich relacjach, a ponadto potwierdzali to w zeznaniach aresztowani żołnierze partyzantki. W ocenie Tadeusza Płużańskiego, Teodor Rajewski był „jednym z najwyższych stopniem oficerów zabitych przez antykomunistyczne podziemie”.
Według Emila Garlickiego płk Rajewski poniósł śmierć na kilka dni przed odejściem ze służby w Wojsku Polskim, po czym miał powrócić do ZSRR, gdzie mieszkała jego rodzina. Jego pogrzeb odbył się 20 maja 1946 i według publikacji Artura Baty i Benedykta Gajewskiego miał uroczysty charakter oraz zamienił się w wielką manifestację ludności będącą wyrazem protestu wobec pozbawienia życia podpułkownika. Pierwotnie Teodor Rajewski został pochowany na obszarze parku miejskiego w Sanoku obok Pomnika Wdzięczności Żołnierzom Armii Czerwonej, a po zbiorowej ekshumacji jego szczątki zostały przeniesione na cmentarz komunalny w Sanoku, gdzie złożono je w kwaterze żołnierzy i oficerów Wojska Polskiego poległych w walkach o wyzwolenie w latach 1918–1948.
Postać Teodora Rajewskiego została przedstawiona przez Jana Gerharda w powieści Łuny w Bieszczadach (oficer został określony jako „Rojewski”, autor podał, że miał żonę i dwoje dzieci). O zastrzeleniu Rajewskiego pisał też w swoim wspomnieniach Alfred Andrzej Burnatowski (on także użył nazwiska „Rojewski”.

## Odznaczenia
- Order Czerwonego Sztandaru
- Order Czerwonej Gwiazdy
- Order Wojny Ojczyźnianej I i II klasy
- Medal „Za obronę Stalingradu”
- 17 kwietnia 1945 Teodor Rajewski został zgłoszony do odznaczenia Orderem Czerwonego Sztandaru, wniosek podpisali Eugeniusz Kuszko i Józef Grażewicz z 8 Drezdeńskiej Dywizji Piechoty.